# Litsea pumila
Litsea pumila är en lagerväxtart som beskrevs av André Joseph Guillaume Henri Kostermans. Litsea pumila ingår i släktet Litsea och familjen lagerväxter. Inga underarter finns listade i Catalogue of Life.